# Красносілка (роз'їзд)
Красносілка — залізничний роз'їзд Коростенської дирекції Південно-Західної залізниці на неелектрифікованій лінії Коростень — Житомир між зупинним пунктом Лісівщина (2,9 км) та станцією Нова Борова (9,2 км). Розташована поблизу села Красносілка Коростенського району Житомирської області.

## Історія
У 1915 році була побудова лінія Коростень — Житомир, на якій у 1932 році відкритий роз'їзд 26 км, який згодом перейменований на Красносілку, за однойменною назвою навколишнього села.

## Пасажирське сполучення
На роз'їзді Красносілка зупиняються приміські поїзди сполученням Коростень — Житомир / Козятин I.